# Хебранг, Андрия (старший)
А́ндрия Хе́бранг (хорв. Andrija Hebrang; 21 сентября 1899, с. Бачевац ок. Вировитицы − 11 июня 1949) — хорватский и югославский политик, член Центрального комитета Коммунистической партии Югославии и министр правительства Федеративной Народной Республики Югославии в первые послевоенные годы. Один из лидеров сталинистской оппозиции Иосипу Броз Тито.

## Биография
Член Коммунистической партии Югославии с момента её основания в 1919 году. В 1921 году во время службы в армии в городе Ниш осуждён к 6 месяцам заключения «за неуважение к вышестоящим».
В 1923 году вернулся в Загреб, однако там вскоре попал под надзор полиции в связи с участием в демонстрациях и активной профсоюзной деятельности. В это время познакомился с Тито. В 1928 году отправился в Берлин на совещание югославских коммунистов, однако по дороге был арестован. Осуждён на три месяца заключения, но вскоре выпущен. Через непродолжительное время вновь арестован за нелегальную деятельность. В тюрьме встретил наступление Диктатуры 6 января, после чего отдан под суд в Белграде. На суде объявил себя «не членом КПЮ, но коммунистом по убеждению». За коммунистическую деятельность осуждён к 12 годам заключения. Сначала находился в заключении в Лепоглаве, затем в Сремской Митровице, где ряд членов КПЮ обвинили его в троцкизме.
В начале 1941 года вышел из заключения и вернулся в Загреб, где в сентябре стал членом Главного штаба оперативного руководства партизанского движения по Хорватии. В конце февраля 1942 года его схватили усташи. Во время ареста оказал сопротивление и был ранен в голову (по некоторым источникам, пытался совершить самоубийство). После лечения помещён в тюрьму (Трг Кулина бана), а затем в лагерь Стара-Градишка. Вскоре после помещения в лагерь был обменян, вместе с 29 партизанами, на двух высокопоставленных усташей, захваченных партизанами.
После освобождения занимал должность политического секретаря ЦК Коммунистической партии Хорватии. Участвовал, как представитель Хорватии, на 1-м заседании Антифашистского вече народного освобождения Югославии в Бихаче в ноябре 1942 года.

## В оппозиции
В коалиционном правительстве Тито — Шубашича (1944) назначен министром промышленности, однако всего через год после назначения был снят с должности и исключён из ЦК КПЮ из-за расхождений по поводу дальнейшего развития Югославии. В дискуссии Тито со Сталиным Хебранг встал на сторону сталинистов.
15 октября 1945 года, за выдающиеся заслуги в борьбе с фашизмом был награждён советским полководческим орденом Кутузова I степени.
В апреле 1948 года помещён под домашний арест в своём доме в Белграде, а 7 мая арестован и доставлен на слушания комиссии КПЮ, которые проходили в Сремской Каменице. Вместе с ним на слушания был доставлен и ещё один лидер сталинистов, Сретен Жуйович, член ЦК КПЮ. Дом хорошо охранялся, поскольку по Белграду ходили слухи о возможных активных действиях со стороны советских агентов.
Партийная комиссия утверждала, что располагает сведениями о сотрудничестве Хебранга с усташами в годы войны, а также о том, что Хебранг является советским шпионом, поскольку он поддержал резолюцию Коминформбюро и якобы выдавал государственные тайны Советскому Союзу. По поводу его ареста советский посол А.И.Лаврентьев заявил протест и потребовал присутствия на заседании комиссии, однако его требование было отклонено.

## Гибель
Хебранг не признал обвинений, но не отрёкся от поддержки сталинского Коминформа. Позднее было объявлено, что он совершил самоубийство, повесившись на отопительной батарее в белградской тюрьме Главняча. Служебное расследование не проводилось, а обвинение против него не было доведено до суда в связи с его смертью.
Постановлением Хорватского Сабора в 1992 году признан жертвой коммунистического режима и реабилитирован.

## Семья
Сын, Андрия Хебранг — младший, был одним из министров обороны Хорватии.